# Haemorhous purpureus
El camachuelo purpúreo (Haemorhous purpureus) también conocido como pinzón purpúreo, carpodaco purpúreo o fringílido purpúreo, es una especie de ave paseriforme de la familia Fringillidae. Habita en los bosques de coníferas de Canadá, Estados Unidos y el noroeste de México.

## Subespecies
Se reconocen dos subespecies:
- H. p. californicus S. F. Baird, 1858
- H. p. purpureus (Gmelin, 1789)

H. p. californicus fue identificado por Spencer F. Baird en 1858. Se diferencia de la subespecie nominal por el tamaño la cola y las alas. El plumaje en machos y hembras es más oscuro y la coloración en las hembras es más verdosa. H. p. californicus también tiene el pico más grande que la subespecie nominal.